# Hexathele pukea
Hexathele pukea is een spinnensoort uit de familie Hexathelidae. De soort komt voor in Nieuw-Zeeland.